# عملة الحرية الجالسة للولايات المتحدة
ظهرت تصميمات صورة الحرية الجالسة على أغلب العملات الفضية العادية للولايات المتحدة من عام 1836 حتى عام 1891. وقد شملت الفئات التي تضمنت تصميم إلهة الحرية في وضعية الجلوس نصف الدايم والدايم وربع ونصف الدولار وحتى عام 1873 الدولار الفضي. عملة أخرى ظهرت حصريًا في تصميم سيتد ليبرتي كانت القطعة المعدنية ذات العشرين سنتًا. وقد أنتجت هذه العملة المعدنية من عام 1875 إلى عام 1878 وقاموا بالتوقف عن إنتاجها لأنها كانت تشبه الربع إلى حد كبير. سكت عملة الحرية الجالسة في دار سك العملة الرئيسية للولايات المتحدة في فيلادلفيا بالإضافة إلى دور سك العملة الفرعية في نيو أورلينز وسان فرانسيسكو وكارسون سيتي.

## الخلفية
سعى مدير دار سك العملة آر إم باترسون إلى تغيير العملات الأمريكية -في وقت مبكر من عام 1835- من استخدام تصميمات على شكل تمثال نصفي إلى شيء أقرب إلى العملات النحاسية البريطانية في ذلك العصر. كما قام النقاش ويليام نياس برسم التصميم الأولي لكنه لم يتمكن من إكمال المشروع بسبب إصابته بسكتة دماغية. رسم التصميم بواسطة توماس سولي وتيتيان بيل ونُقش التصميم النهائي بواسطة النقاش كريستيان جوبريشت.

## التصميم الأساسي

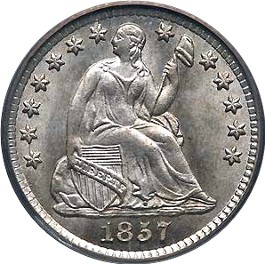
وجه نصف عشرة سنتات من عملة الحرية الجالسة يعود تاريخها إلى عام 1857.

### وجه العملة
يتكون التصميم الأساسي للوجه الأمامي لعملة الحرية الجالسة من صورة الحرية مرتدية ثوباً متدفقاً وتجلس على صخرة. وفي يدها اليسرى تحمل عمود الحرية الذي تعلوه قبعة فريجية والتي كانت رمزاً بارزاً للحرية في أثناء الحركة الكلاسيكية الجديدة (وتعود جذورها إلى اليونان القديمة وروما). مع أنها فقدت شعبيتها في أوروبا بحلول عام 1830 إلا أن الكلاسيكية الجديدة ظلت رائجة في الولايات المتحدة حتى بعد الحرب الأهلية الأمريكية. وقد استقرت يد الحرية اليمنى على الزاوية العلوية من درع مخطط يحمل لافتة قطرية مكتوب عليها كلمة "الحرية". كما يمثل الدرع الاستعداد للدفاع عن الحرية. ويظهر تاريخ العملة في الأسفل أسفل الحرية.

### ظهر العملة

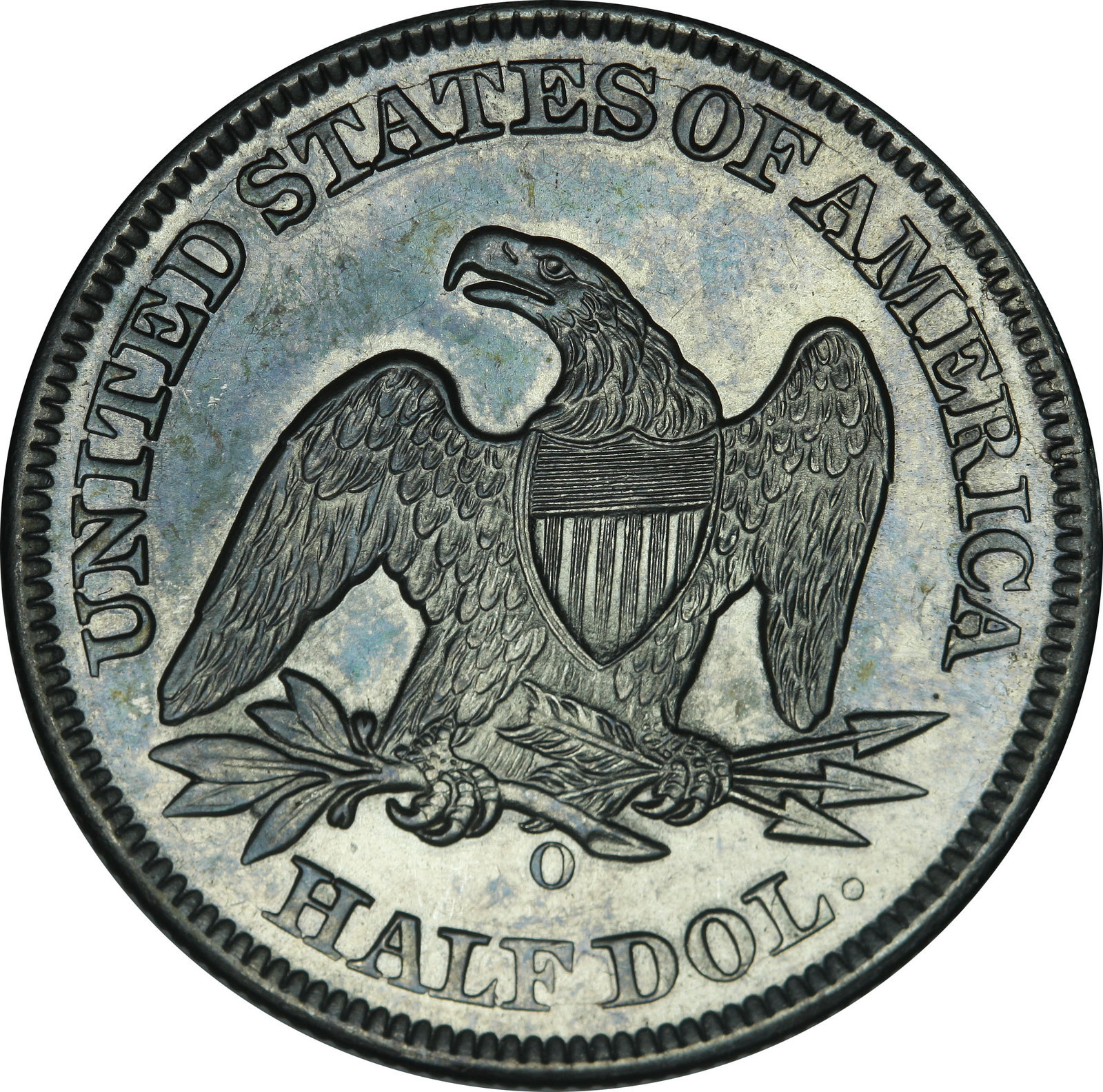
الوجه الخلفي لنصف دولار الحرية الجالس.

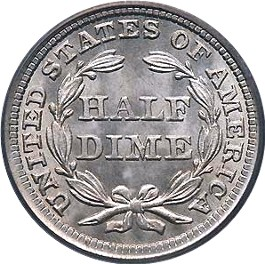
الوجه الخلفي لنصف عملة معدنية من فئة العشرة سنتات تحمل صورة الحرية الجالسة.

يعتمد التصميم الأساسي للعملات المعدنية سيتد ليبرتي على الفئة. إذ أن حجم نصف العملات المعدنية من فئة العشرة سنتات والعشرة سنتات يستلزم مجموعة أصغر من العناصر. وعلى هذه العملات المعدنية كان الوجه الخلفي يظهر باستمرار إكليلًا حول الكلمات "نصف العشرة سنتات" أو "العشرة سنتات". فقبل عام 1860 كان هذا الإكليل يتكون من أوراق الغار وهي صورة كلاسيكية جديدة تقليدية ولكن بدءاً من ذلك العام كُبر الإكليل وملئ ليس فقط بالأوراق ولكن أيضًا بالمنتجات الزراعية الأمريكية التقليدية مثل الذرة والقمح.
في العملات المعدنية من فئة الربع دولار والنصف دولار والدولار الفضي كان الوجه الخلفي يحمل صورة نسر مركزي على وشك الطيران مع درع مخطط على صدره. كما كان النسر يحمل في مخالبه اليمنى غصن زيتون للسلام وفي مخالبه اليسرى مجموعة من الأسهم. وفوق النسر حول الحافة كانت هناك عبارة "الولايات المتحدة الأمريكية" وأسفل النسر حول الحافة كانت توجد فئة العملة المعدنية. وقد كان التصميم عبارة عن نسخة من نسر جون رايش الذي صمم في الأصل عام 1807 لعملة ذات تمثال نصفي مغطى وأعاد رسمه جوبريشت. وابتداءً من عام 1866 ظهر على العملات المعدنية شريط يحمل شعار "نحن نثق في الله" فوق النسر.

## التعديلات

### النجوم
عندما ظهرت أول نصف عملة معدنية من فئة العشرة سنتات وعشرة سنتات من فئة الحرية الجالسة في عام 1837 لم يكن الوجه الأمامي يحتوي على أي نجوم. حيث إن هناك نوعان: التاريخ الكبير والتاريخ الصغير. فبالنسبة للعملة المعدنية من فئة العشرة سنتات يمكن التمييز بين هذين النوعين من خلال ملاحظة الرقمين "3" و"7" في التاريخ. ففي صنف التاريخ الكبير يحتوي الرقم 3 على حرف مدبب في الأعلى وأما العنصر الأفقي للرقم 7 فهو مستقيم. أما في صنف التاريخ الصغير فيحتوي الرقم 3 على حرف هجائي مستدير ويوجد نتوء صغير أو انتفاخ في العنصر الأفقي 7. وقد كانت دار سك العملة في فيلادلفيا هي فقط من قامت بصنع كلا الصنفين. أما التاريخ الصغير فهو نادر بعض الشيء. وقامت دار سك العملة في نيو أورليانز بإنتاج صنف واحد فقط. بالنسبة لنصف عشرة سنتات فيمكن تمييز التاريخ الصغير من خلال حقيقة أنه منحني قليلاً في اتجاه "الابتسامة" على غرار نوع تمثال نصفي من نصف العشرة سنتات. ويمكن تمييز التاريخ الكبير من خلال حقيقة أن التاريخ يقع في خط مستقيم أكثر على غرار تواريخ السنوات اللاحقة للسيتد ليبرتي. كما كانت دار سك العملة في فيلادلفيا هي فقط من صنعت نصف العشرة سنتات في هذا العام.
لقد كانت عملة الدايم التي تحمل صورة الحرية والتي صدرت عام 1838 في نيو أورليانز هي أول عملة أمريكية تسك في دار سك فرعية.
وفي العام التالي ظهرت على العملات المعدنية ثلاثة عشر نجمة سداسية الرؤوس حول الحافة وذلك احتفالاً بالمستعمرات الثلاثة عشر الأصلية.

### الستائر
تميزت عملات الحرية الجالسة ببعض التغييرات البسيطة في التصميم على مر السنين. إذ أنه في حوالي عام 1840 (يعتمد التاريخ الدقيق على الطائفة) أضيفت ستائر إضافية إلى مرفق ليبرتي الأيسر.

### السهام والأشعة

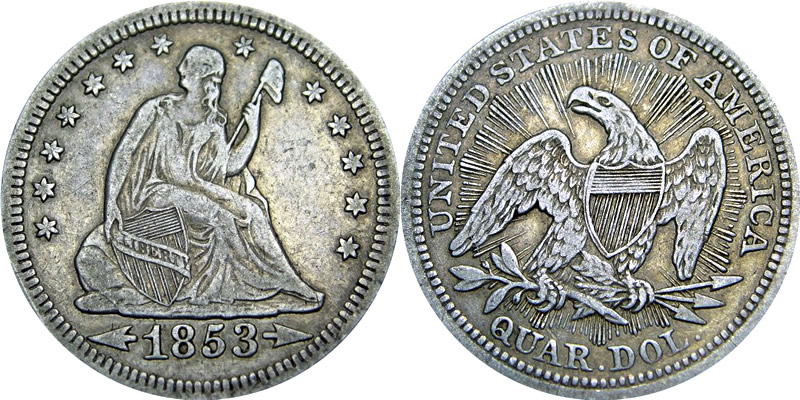
ربع مقعد الحرية مع السهام والأشعة

في عامي 1853 و1873 قامت دار سك العملة الأمريكية بتغيير وزن كل فئة من العملات الفضية. وفي المرتين قاموا بإضافة الأسهم إلى العملات المعدنية على جانبي التاريخ. ثم أزيلت من العملات المعدنية في عامي 1856 و1875 على التوالي. وضعت دار السك أيضاً أشعة حول النسر على ظهر نصف الدولار والربع دولار في عام 1853 وهي الميزة التي استمرت لمدة عام واحد فقط.

### الأسطورة وعلامات السك

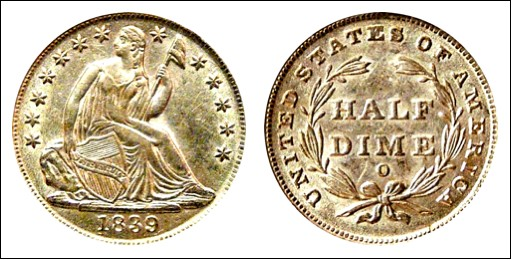
نصف عشرة سنتات من عملة الحرية الجالسة لعام 1839-أو تحمل علامة دار سك العملة في نيو أورليانز.

في عام 1860 قامت دار سك العملة الأمريكية بإزالة النجوم الموجودة على وجه نصف العملة المعدنية من فئة العشرة سنتات والعشرة سنتات والتي تحمل صورة الحرية الجالسة واستبدلتها بشعار "الولايات المتحدة الأمريكية" الذي ظهر سابقًا حول الإكليل على ظهر العملات المعدنية. وقبل هذا الوقت كانت العملات المعدنية من فئة العشرة سنتات والنصف سنت التي سكت في نيو أورليانز وسان فرانسيسكو تحمل علامات سكها داخل أكاليل الزهور. وبعد ذلك قاموا بوضع علامات السك "أو" و"أس" (ولاحقًا "سي سي" لمدينة كارسون) أسفل الإكليل بجوار الحافة. بالنسبة للأرباع ونصف الدولار والدولارات الفضية كانت علامات دار السك توضع دائمًا أسفل النسر ولكن فوق العملة المعدنية على الوجه الخلفي.

### أصناف
حيث يقوم العديد من الأشخاص بجمع العملات المعدنية الجالسة حسب التنوع. كما يمكن أن يتراوح هذا من علامة سك العملة المعاد ثقبها إلى موضع التاريخ على العملة إلى شق القالب في مراحل مختلفة. ولقد كان هذا النوع من التجميع شائعاً بين نصف الدولارات لأكثر من 100 عام. كما شهدت هواية جمع العملات المعدنية الجالسة نمواً متنوعاً على مدار الثلاثين عاماً الماضية مع تشكل نادي ليبرتي سيتد كولكتر كلب.

### نهاية سك العملة
ظل تصميم الحرية الجالسة قياسياً على جميع العملات الأمريكية التي تتراوح من نصف العشرة سنتات إلى نصف الدولار لعقود من الزمن ولكن بحلول عام 1879 -العام الذي تلا قانون بلاند أليسون الذي تسبب في تقليص جذري في سك نصف دولار الحرية الجالسة والربع دولار وحتى العشرة سنتات حتى عام 1883 كان هناك انتقادات متزايدة ودعوات لاستبداله ويرجع ذلك جزئيًا إلى تغير الأذواق الفنية. ونصح ويندل فيليبس طلاب الجامعات بعدم "الجلوس كما هو الحال مع الرقم الموجود على عملتنا الفضية والنظر إلى الخلف دائمًا". كما أدى هذا إلى ظهور تصميم "رأس باربر" الجديد الذي وافق عليه الرئيس هاريسون عام ١٨٩١ وبدأ سكّه بعد عام مع أنه سرعان ما تعرض لانتقادات بسبب "بساطته" مما أدى إلى استبدال عملات باربر بعملات العشرة سنتات ميركوري وربع دولار الحرية الدائمة ونصف دولار الحرية المتحركة والتي ظهرت جميعها لأول مرة عام ١٩١٦ (تضمنت عملة العشرة سنتات ميركوري شعار "نحن نثق في الله" مما جعل وضع هذا الشعار على العملات الأمريكية عالميًا حيث لم يكن الشعار موجودًا على عملة العشرة سنتات باربر بسبب ضيق المساحة).

### الفهرس
- Greer، Brian (1992). The Complete Guide to Liberty Seated Dimes. Virginia Beach, VA: DLRC Press. ISBN:1-880731-09-6.
- Lange، David W.؛ Mead، Mary Jo (2006). History of the United States Mint and Its Coinage. Whitman Publishing. ISBN:9780794819729.
- Moran، Michael F. (2008). Striking Change: The Great Artistic Collaboration of Theodore Roosevelt and Augustus Saint-Gaudens. Atlanta, Ga.: Whitman Publishing. ISBN:978-0-7948-2356-6.
- Wiley، Randy؛ Bugert، Bill (1993). The Complete Guide to Liberty Seated Half Dollars. Virginia Beach, VA: DLRC Press. ISBN:1-880731-17-7.
- قالب:Yeoman-2014

## روابط خارجية
- نادي جامعي ليبرتي الجالسين

| سبقه {{{سبقه}}} | {{{العنوان}}} {{{الأعوام}}} | تبعه {{{تبعه}}} |